# みどりの壁
『みどりの壁』（スペイン語原題：La muralla verde、英題：The Green Wall）は、1970年製作、1970年公開のペルー映画。
アルマンド・ロブレス・ゴドイ監督、フリオ・アレマン、サンドラ・リバ主演。日本ヘラルド映画配給。
都会の生活を棄て、開拓者としてジャングルの深い緑に抱かれて暮らす若い夫婦とその一人息子。夫が町へ出かけた日、息子が毒蛇に噛まれてしまう。息子を抱きかかえ、妻は血清を求めて町へと向かうのだが。
日本万国博覧会を機に開催された第1回日本国際映画祭（1971年）において、ペルー映画としては初めて日本で一般公開された。

## スタッフ
- 製作 - アルマンド・ロブレス・ゴドイ
- 監督 - アルマンド・ロブレス・ゴドイ
- 脚本 - アルマンド・ロブレス・ゴドイ
- 撮影 - マリオ・ロブレス・ゴドイ
- 音楽 - エンリケ・ピニラ
- 編集 - アティリオ・リナルディ

## キャスト
- マリオ - フリオ・アレマン
- デルバ - サンドラ・リヴァ
- ロムロ - ラウル・マルティン